# Banana Bowl
Banana Bowl es uno de los torneos juveniles más importantes de la Federación Internacional de Tenis. 

## Historia
El torneo se creó en 1968 en Caracas (Venezuela). El nombre fue una sugerencia del extenista brasilero Alcides Procópio, quien era presidente de la Federação Paulista de Tênis, quien quería realizar un torneo similar al Orange Bowl. A medida que la competencia fue adquiriendo renombre varios tenistas, de los que posteriormente llegarían a la cima del tenis mundial, comenzaron a participar. Algunos de ellos fueron John McEnroe, Ivan Lendl, Gabriela Sabatini y Gustavo Kuerten. 
En 1998 el torneo ganó más nivel dentro de los juveniles de la FIT, igualando en peso a torneos como el Abierto de Australia y Roland Garros.
El torneo se ha realizado fundamentalmente en Sao Paulo, pero también ha tenido sedes en Ribeirao Preto, Sao Jose do Rio Preto, Sao Jose dos Campos, Blumenau, Itajai, Criciuma, Caxias do Sul y Río de Janeiro.